# Pteromalus cionobius
Pteromalus cionobius är en stekelart som först beskrevs av Erdös 1953.  Pteromalus cionobius ingår i släktet Pteromalus, och familjen puppglanssteklar. Arten är reproducerande i Sverige.